# Amaurorhinus obscuripennis
Amaurorhinus obscuripennis é uma espécie de insetos coleópteros polífagos pertencente à família Curculionidae.
A autoridade científica da espécie é Pic, tendo sido descrita no ano de 1905.
Trata-se de uma espécie presente no território português.